# Through Silver in Blood
Through Silver in Blood es el quinto álbum de estudio de la banda de avant-garde metal estadounidense Neurosis. El álbum fue lanzado el 23 de agosto de 1996, siendo el primero a través de Relapse Records. El álbum fue relanzado en julio de 2009 a través del sello de la banda, Neurot Recordings. Desde su lanzamiento, Through Silver in Blood ha sido reconocido no solo como el álbum más aclamado por la crítica, sino como uno de los principales pilares del género post-metal así como uno de los mejores álbumes de heavy metal de todos los tiempos.
Through Silver in Blood fue precedido por el álbum complementario de Tribes of Neurot, Silver Blood Transmission (1995) y sucedido por el álbum split entre ambos proyectos, Locust Star (1996).

## Trasfondo y composición
El bajista y vocalista Dave Edwardson describió a Through Silver in Blood como "todavía más épico que Enemy of the Sun." En contraste con el progresivo cambio experimental en el sonido de la banda dentro del metal extremo, este álbum es notablemente lento, distorsionado y pesado, reflejando la influencia de bandas como Black Sabbath y Swans. Es el primer álbum en contar con el teclista Noah Landis, lo cual marcó un nuevo nivel de oscuridad dentro del sonido experimental de Neurosis.
Durante la creación del álbum, la banda atravesó por periodos de dificultad. Scott Kelly se encontraba en la indigencia en esos momentos y lidiaba con un problema de adicciones, mientras Steve Von Till tampoco la estaba pasando bien. Von Till se refirió al álbum como "un maldito viaje en tren a través del infierno."

### Reconocimientos
| Year                              | Publicación   | País           | Galardón                                    | Rank |       |
| --------------------------------- | ------------- | -------------- | ------------------------------------------- | ---- | ----- |
| 2011                              | Terrorizer    | Reino Unido    | "The Heaviest Albums Ever"                  | 2    | [ 9 ] |
| 2015                              | Fact          | Reino Unido    | "The 40 Best Post-Metal Albums Ever Made"   | 1    | [ 4 ] |
| 2017                              | Rolling Stone | Estados Unidos | "The 100 Greatest Metal Albums of All Time" | 49   | [ 3 ] |
| "*" denota una lista en desorden. |               |                |                                             |      |       |

## Lista de canciones
| N.º | Título                    | Duración |  |
| 1.  | «Through Silver in Blood» | 12:11    |  |
| 2.  | «Rehumanize»              | 1:46     |  |
| 3.  | «Eye»                     | 5:17     |  |
| 4.  | «Purify»                  | 12:18    |  |
| 5.  | «Locust Star»             | 5:48     |  |
| 6.  | «Strength of Fates»       | 9:43     |  |
| 7.  | «Become the Ocean»        | 1:27     |  |
| 8.  | «Aeon»                    | 11:43    |  |
| 9.  | «Enclosure in Flame»      | 10:19    |  |

## Créditos
Neurosis
| - Scott Kelly – guitarra, voz, percusiones - Steve Von Till – guitarra, voz, percusiones - Noah Landis – teclados, sintetizadores, samples - Dave Edwardson – bajo, segunda voz - Jason Roeder – batería, percusión - Pete Inc. – Efectos visuales | Personal técnico - Adam Munoz – ingeniero asistente - Mike Johnson – ingeniero asistente - Mike Bogus – ingeniero asistente - Greg Horn – masterización - Billy Anderson – producción | Músicos adicionales - John Goff – gaitas - Martha Burns – chelo - Kris Force – violín |